# Macrelmis plaumanni
Macrelmis plaumanni is een keversoort uit de familie beekkevers (Elmidae). De wetenschappelijke naam van de soort werd in 1946 gepubliceerd door Howard Everest Hinton.